# 유마치촌
유마치촌(湯町村)은 시마네현 야쓰카군에 있던 촌이다. 현재의 마쓰에시에 해당한다.